# De ventis
De ventis (griechisch ΠΕΡΙ ΑΝΕΜΩΝ, Peri anemōn = „Über die Winde“) ist eine kleine Schrift des griechischen Philosophen und Naturforschers Theophrastos von Eresos im Bereich der Naturkunde.

## Inhalt
Gegenstand des Buches ist eine Darstellung der Eigenschaften verschiedener Winde, nicht der grundlegenden Natur des Windes. Dies sei in einer früheren Vorlesung geschehen. Dennoch finden sich Ausführungen über die Natur des Windes. Theophrast folgt hier nicht der Meinung seines Lehrers Aristoteles. So heißt es in Kapitel 2: Eo enim solis actione aer extraditur (deutsch: Durch die Wirkung der Sonne nämlich wird die Luft nach außen gedrängt.). Die Sonne gilt also als wesentliche Ursache des Windes.
Den Hauptteil nehmen die Beschreibung verschiedener Winde ein, darunter der Etesien und des Boreas. Auch die Beschreibung spezieller Winde geht von allgemeinen Gesetzen aus. Generell wird etwa unterstellt, dass Winde an ihrem Entstehungsort sonnig und im weiteren Verlauf regnerisch sind (Kapitel 4). Es werden aber auch Naturbeobachtungen herangezogen, wie in Kapitel 5, dass Winde, die gegen ein Gebirge wehen, Regen bringen. Besonders interessant ist die Mitteilung in Kapitel 13: ... Cretenses narrant, nunc hiemes esse graviores … olim habitatos fuisse montes suos, frugesque et fructus ... (deutsch: Die Kreter erzählen, dass die Winter härter seien … und einst die Berge bewohnt und kultiviert...). Dies stimmt gut mit der um 500 v. Chr. beobachteten Klimaverschlechterung in Europa überein.

## Nachwirkung und Weitergabe
Die Schrift wurde vielfach zitiert und weiterverwendet. Das Kapitel XXVI Was die Winde betrifft der sogenannten Problemata Physica des Aristoteles zitiert Theophrasts Buch ausführlich. Die Grundschicht dieser Sammlung weitgehend physikalisch-medizinischer Fragen wurde ab der Mitte des 3. Jahrhunderts v. Chr. gelegt.
Etwa 200 Jahre später verwendete Seneca in seinen Naturales quaestiones theophrastisches Gedankengut, das ihm allerdings möglicherweise nicht direkt, sondern über die Vermittlung anderer, etwa des Poseidonios bekannt war.
Es haben sich etwa zehn griechische Handschriften dieses Opusculum erhalten, die sich in zahlreichen Verschreibungen, Auslassungen etc. aber nicht grundsätzlich unterscheiden. Sie gehen alle auf einen Codex des 13. Jahrhunderts zurück. Häufig befinden sich in diesen Codices Werke des Theophrasts zusammen mit aristotelischen.
Friedrich Wimmer erstellte im Rahmen seiner Gesamtausgabe der Werke Theophrasts eine griechisch-lateinische Ausgabe.

## Textausgaben und Übersetzung
- Kai Brodersen: Theophrast, Wind und Wetter. Zweisprachige Ausgabe (Sammlung Tusculum). De Gruyter, Berlin 2022, ISBN 978-3-11-074403-3.
- Victor Coutant, Val L. Eichenlaub: Theophrastus, De Ventis. London 1975.
- Friedrich Wimmer: Theophrasti Eresii opera, quae supersunt. Paris 1866.